# Russell Baze

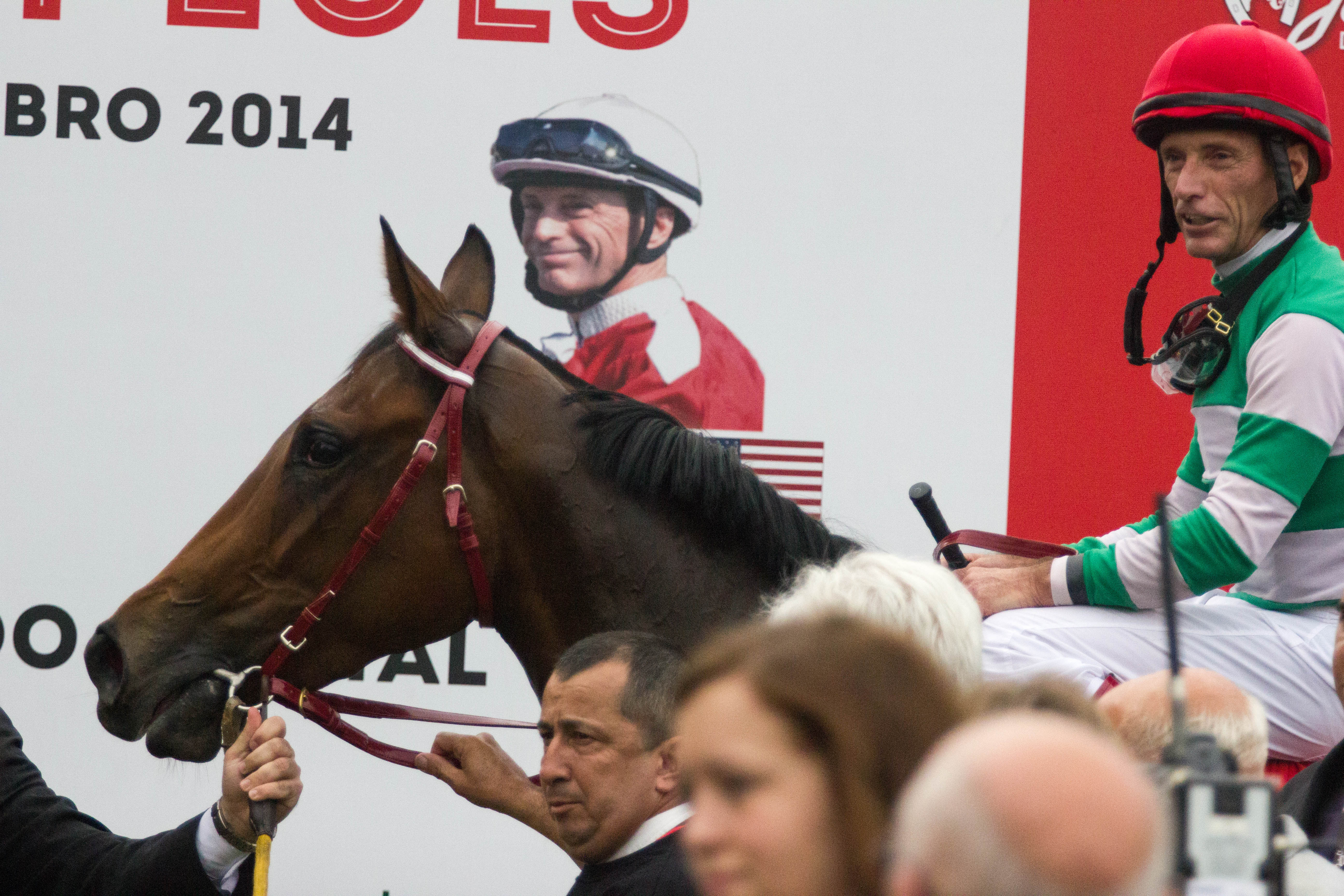
Russell Baze ganó la primera ronda del desafío. Foto: Frederico Martins (6to semestre).

Russell Avery Baze (Vancouver, 7 de agosto de 1958) es un ex jockey canadiense. Tiene el récord de mayor cantidad de carreras ganadas en la historia del turf de Estados Unidos y es miembro del Salón de la Fama de la Hípica.

## Primeros años
Nació en el seno de una familia estadounidense cuando su padre, Joe Baze, se desempeñaba como jockey y entrenador de caballos en un hipódromo de Vancouver, por lo cual obtuvo la doble ciudadanía.

## Carrera profesional
Baze comenzó su carrera deportiva en la ciudad de Walla Walla (Washington) en 1974 y ganó su primera carrera en el hipódromo de Yakima (Washington). A principios de 1980 su nombre se empieza a hacer conocido gracias a sus victorias en el norte de California, incluyendo el Derby de 1981. Ganó la estadística anual de jockeys de Estados Unidos en 10 ocasiones.
El 1 de diciembre de 2006 al ganar la cuarta carrera en el Hipódromo de Bay Meadows, Baze alcanzó fama internacional ya que con su victoria 9.531 obtuvo el récord de carreras ganadas en la historia mundial del turf superando a Laffit Pincay Jr.. En diciembre del 2007 el récord mundial le fue arrebatado por el jockey brasileño Jorge Ricardo, que desde 2006 compite en Argentina, aunque luego volvió al primer puesto actual. 
El 1 de febrero de 2008 Russell Baze alcanzó los 10.000 triunfos y el 7 de julio de 2013 logró las 12.000 victorias. En diciembre de 2013 llevaba 12.118 victorias contra 12.101 de Jorge Ricardo, inactivo desde septiembre tras una rodada. 
El 14 de junio de 2016 anunció su retiro de la actividad. Al 31 de diciembre de 2016 llevaba 12.844 victorias, seguido por Jorge Ricardo con 12.765 carreras ganadas.

## Vida personal
Baze y su esposa Tami tienen tres hijas, Trinity, Brandi, y Cassie, y un hijo, Gable.